# De Akkers (Metro de Roterdão)
De Akkers é uma das estações terminais da  linha C e linha D do metro de Roterdão, nos Países Baixos.
A estação está localizada no subúrbio de Spijkenisse, no município de Nissewaard, e está construída sobre um centro comercial, o Winkelcentrum Akkerhof.

## História
A estação De Akkers foi construída como parte de uma extensão da então linha Erasmus. A inauguração foi no dia 25 de abril de 1985. Mais tarde, em 2002, a linha Caland, mais tarde linha C, foi extendida também a esta estação.
Nesse mesmo ano, uma escultura do arquiteto Maarten Struijs, Walvisstaarten ("caudas de baleia"), que representa duas caudas de baleia, foi instalada no final da linha.
No dia 2 de novembro de 2020, um comboio perdeu o controlo perto da estação, atingindo a barreira do final da linha e ultrapassando-a. Nesse momento, apenas o maquinista estava dentro do comboio, e ele acabou por escapar ileso pois o comboio aterrou e ficou apoiado na escultura ali presente.